# Земо Алвані
Земо Алвані або Алні (груз. ზემო ალვანი, бац. ალნი) — село в Грузії.
За даними перепису населення 2014 року в селі проживає 3306 осіб.